# Francesco Piccolomini
Francesco Piccolomini, né le 12 octobre 1582 à Sienne, en Toscane (Italie) et décédé le 17 juin 1651 à Rome, était un prêtre jésuite italien du XVIIe siècle, professeur de philosophie au Collège romain et supérieur provincial de plusieurs provinces jésuites d'Italie. Il devint, en 1649, le 8e Supérieur général de la Compagnie de Jésus.

## Biographie

### Formation et enseignement
Fils de Lelio Piccolomini de Triana et d'Agnès Piccolomini de Castiglione Francesco nait le 12 octobre 1582 à Sienne, en Toscane. Suivant les traces de son frère il entre dans la Compagnie de Jésus le 25 janvier 1600 et fait son noviciat à Rome (Saint-André du Quirinal). À la fin de sa formation spirituelle et philo-theologique Piccolomini est ordonné prêtre (1611) et poursuit plusieurs années de spécialisation avant d’enseigner lui-même la philosophie au Collège romain. Il y enseigne deux fois le cours complet de philosophie (1615-1621) et, durant le second terme, il aura parmi ses étudiants le jeune jésuite belge, saint Jean Berchmans.

### Gouvernement religieux
En décembre 1625 Piccolomini est nommé secrétaire général de la Compagnie de Jésus par Muzio Vitelleschi. Il est, à partir de 1631, de plus en plus engagé dans des tâches de gouvernement religieux, d’abord comme visiteur canonique des provinces jésuites de Naples et Sicile, en vue de leur réunification éventuelle. Il y est accompagné de son ancien étudiant (et futur Supérieur général) Gian Paolo Oliva. Ensuite il est, successivement, recteur du Collège romain (1632-1635), provincial de Rome (1635-1638), provincial de Milan (1638-1642) et provincial de Naples (1643-1646). Après la VIIIe Congrégation générale il est guide spirituel au Collège romain (1646) et, de nouveau : Supérieur provincial de Venise (1647-1650).

### Supérieur général
À la mort de Vincent Caraffa (en 1649) son vicaire général François de Montmorency convoque la IXe Congrégation générale en vue d’élire son successeur. Elle se réunit le 8 décembre 1649. Francesco Piccolomini est élu supérieur général le 21 décembre, au premier tour, avec plus de deux tiers des voix. La Congrégation générale passe en outre quelques décrets qui rendent plus strictes les conditions d’admission à la profession religieuse solennelle dans la Compagnie de Jésus.
La courte durée du généralat de Piccolomini ne permit pas de grandes réalisations, mais son nom reste lié à deux documents internes importants qui mettent en œuvre les directives de la Congrégation générale. Il s’agit surtout d‘exécution de décisions prises antérieurement... Aussi Piccolomini écrit-il une lettre à toute la Compagnie dans ce sens – ‘De utilitate et necessitate exsecutionis’ (28 octobre 1650) – indiquant clairement qu’il n’hésiterait pas à démettre avant terme les supérieurs qui ne seraient pas vigilants dans l’exécution de décisions prises.
Ensuite, le professeur de philosophie qu’il est, est sensible aux plaintes qui sont parvenues à la Congrégation générale : des professeurs de philosophie prennent des libertés avec le Ratio Studiorum de l'Ordre et enseignent des «subtilités inutiles et doctrines nouvelles». Certaines questions philosophiques sont sensibles: la composition atomique de la matière, le mouvement de la terre et l’immobilité du ciel, etc. Sans se prononcer sur ces nouvelles ‘thèses’ Piccolomini décide qu’elles ne peuvent être enseignées pour « assurer une plus grande cohérence et solidité de doctrine, dans la ligne du Ratio Studiorum ».
Son enseignement est également dans sa vie personnelle : la manière dont il supporta patiemment les grandes souffrances que durant une quinzaine de jours lui causèrent des calculs aux reins qui entrainèrent sa mort. Francesco Piccolomini meurt à Rome le 17 juin 1651.

## Source
- M. Colpo: article Piccolomini, Francesco, dans Diccionario historico de la Compañia de Jesús, vol.II, Roma, IHSI, 2001, p.1629-1630.